# Ordem de Scharnhorst
A Ordem de Scharnhorst (em alemão:  Scharnhorst-Orden) foi a maior a medalha de mais alta hierarquia atribuída ao Exército Nacional Popular (NVA) da Alemanha Oriental. Era atribuída por serviços aos militares ou outras forças da República Democrática Alemã (RDA). Estabelecida em 17 de Fevereiro de 1966, pelo Conselho de Ministros da RDA, foi concedida até a dissolução da RDA em 1990.

## História de Scharnhorst
A medalha deve o seu nome a Gerhard Johann David von Scharnhorst, um soldado prussiano, teórico militar, reformador e patriota alemão. Entre as suas acções militares, entrando mesmo em combate, estão os escritos militares onde ele salienta a importância do estado-maior e a sua capacidade de trabalhar e planear as guerras e as estratégias de batalha. Scharnhorst foi considerado pela RDA ser um militar teórico progressista e de defender reformas no sistema militar prussiano, fundações em que o Exército Nacional Popular foi criado. Scharnhorst também ligou o ENP às tradições da Revolução dos Camponeses alemães de 1848.

## Descrição
A ordem tem a forma de uma estrela radiante de cinco pontas, com diâmetro máximo de 43 mm. No centro da face frontal há um medalhão redondo esmaltado em azul, com uma borda branca de esmalte com 1 mm de largura. No medalhão está presente um retrato cunhado de Gerhard Johann David von Scharnhorst, abaixo do qual há duas adagas cruzadas. As partes metálicas da ordem eram feitas originalmente de prata dourada, sendo substituídas por bronze dourado a partir de 1973. A insígnia é presa a uma base pentagonal por meio de uma argola, coberta por uma fita de moiré de seda com 26 mm de largura: ao centro, uma faixa azul longitudinal de 19 mm, ladeada por duas listras douradas de 1,5 mm e, nas extremidades, duas listras azuis de 2 mm. A barra correspondente traz, ao centro, uma miniatura estilizada do medalhão dourado da ordem. O design da medalha foi criado por Klaus Bernsdor, de Berlim, enquanto o retrato de Scharnhorst presente na insígnia foi desenvolvido pelo escultor berlinense Fritz Martin Schulz.

## Estatuto
A Ordem Scharnhorst era uma condecoração de classe única da RDA, nomeada em homenagem ao general prussiano Gerhard von Scharnhorst, considerado na RDA um militar progressista e reformador do exército prussiano, além de precursor da ideia de um exército popular. A NVA via-se como herdeira direta das Guerras de Libertação Alemãs (1813–1815) e como concretização do conceito de exército popular.
A ordem era atribuída por:
- Serviços militares (principalmente a generais e almirantes)
- Contribuições para a protecção da RDA e
- O fortalecimento do sistema nacional de defesa do GDR

A membros, unidades, associações e outros organismos (incluindo civis instalações):
- Exército Nacional Popular (NVA), no aniversário do Exército a 1 de Março do ano.
- Tropas de Fronteira da República Democrática alemã (Grenztruppen - GT), no aniversário do GT a 1 de Dezembro de cada ano.
- Defesa Civil do DDR (ZV) o aniversário do ZD a 11 de Fevereiro.
- Ministério da Segurança do Estado (Stasi), no aniversário da Stasi, 8 de Fevereiro do ano.

A Ordem também era atribuída aos membros de outras instituições da GDR que não tinham necessariamente de estar envolvidas numa organização armada. Também era atribuída ao pessoal militar estrangeiro, por exemplo, o Marechal Viktor Kulikov da União Soviética. A ordem era sempre atribuída com um documento  elaborado e um prémio em dinheiro de 5000 Marcos.

## Destinatários
A medalha foi concedida pela primeira vez em 1 de Março de 1966. Havia dois destinatários iniciais da condecoração, que foi dada por Walter Ulbricht. Foram eles o general de Exército Heinz Hoffmann e o almirante Waldemar Verner. Outros destinatários são:
- General Karl-Heinz Wagner
- General do Exército Heinz Kessler
- Willi Stoph
- Erich Mielke
- Coronel-general Fritz Streletz
- Klaus-Dieter Baumgarten
- Major-general Leopoldo Gotthilf

## Produção
Existem três versões da Ordem de Scharnhorst:
- 1.ª Versão 1966-1972: produzida em ouro banhado em prata, com cinco rebites no anverso.
- 2.ª Versão 1973-1980: produzida em talha dourada de metais não-ferrosos, presos à medalha com um rebite central no anverso.
- 3.ª Versão 1980-1989: introdução de um padrão liso no verso sem rebites, no qual o medalhão é colado.

As medidas precisas são difíceis de aferir por causa das diferentes versões e o uso dos materiais ao longo dos anos. Os tamanhos, portanto, são baseadas em médias. Eles são:
- Altura: 45,45 mm a 46,37 mm
- Largura: cerca de 42,5 mm
- Largura total das adagas: cerca de 30,2 mm
- Peso: 44 g a 44,5 g

## Uso
A Ordem Scharnhorst era colocado no peito do lado esquerdo suspenso a partir de uma fita pentagonal ao estilo russo. Esta medalha poderia ser emitida e usada várias vezes por um único condecorado. O general Kessler, por exemplo, recebeu (e usaria) três Ordens Scharnhorst.